# Jacobo Bolbochán
Jacobo Bolbochán (Azul, Buenos Aires, Argentina, 26 de diciembre de 1906 - Buenos Aires, Argentina, 29 de julio de 1984) fue un Maestro Internacional del ajedrez argentino. Hermano mayor del Gran Maestro Internacional Julio Bolbochán.

## Resultados destacados en competición
Ganó dos veces el campeonato argentino de ajedrez, en 1931 y 1932, y fue subcampeón en cinco ocasiones: en 1933, 1935, 1937, 1946 y 1950.
Representó a Argentina en tres Olimpíadas de ajedrez: Varsovia 1935, Estocolmo 1937 y Buenos Aires 1939.